# Belogórie
Belogórie (en rus: Белогорье) és un poble (un possiólok) de l'óblast de Kursk, a Rússia, que en el cens del 2010 tenia 114 habitants. Pertany al districte de Kastórnoie.